# La esencia del mal

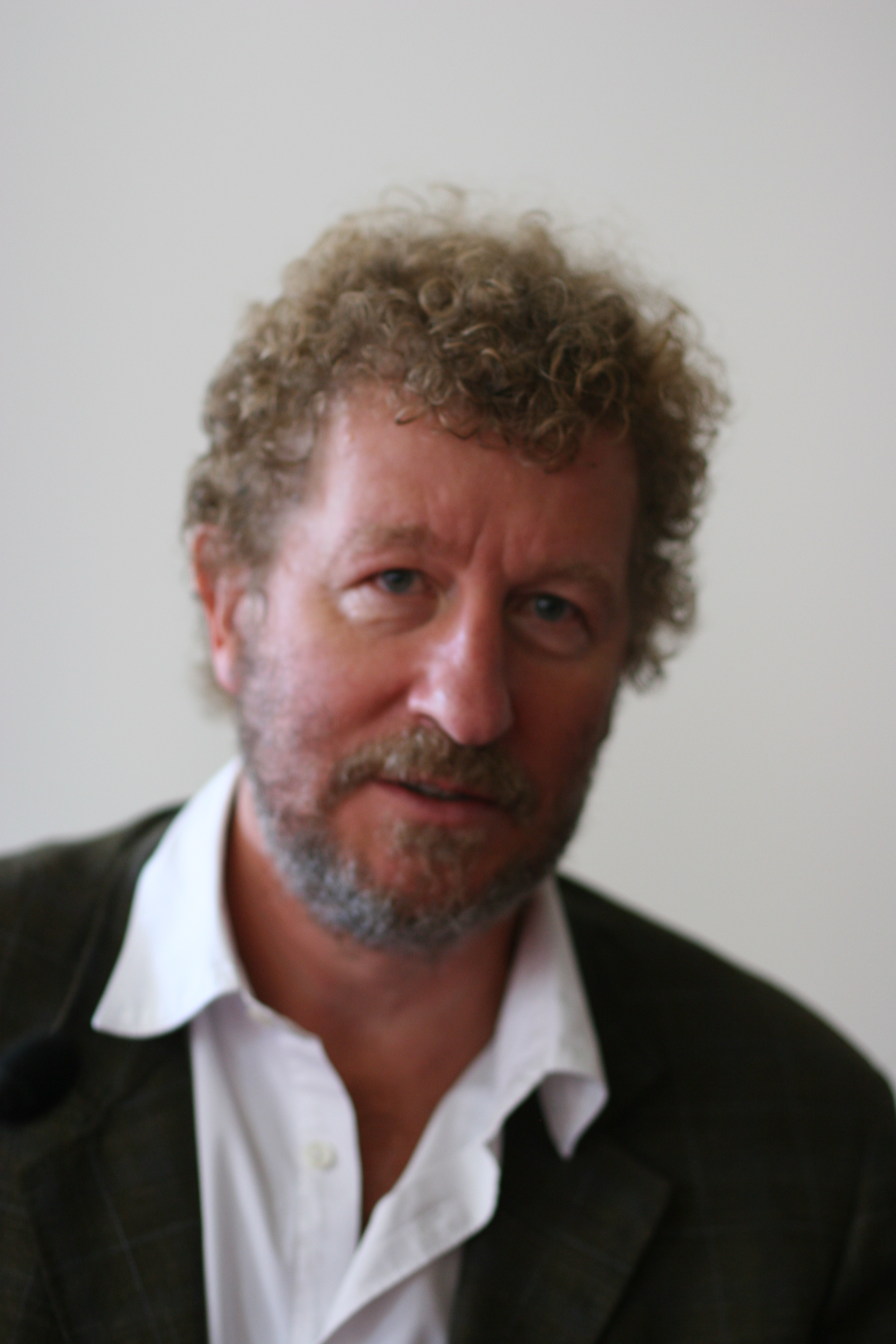
Sebastian Faulks en 2008.

La esencia del mal es la trigésimo sexta novela de James Bond. Fue escrita por Sebastian Faulks y publicada el 28 de mayo de 2008, celebrando el centenario del nacimiento de Ian Fleming, el creador del personaje.
Sebastian Faulks fue seleccionado para ser el autor en 2006, aunque su identidad no fuera revelada al público hasta julio de 2007 cuando fue anunciada oficialmente una fecha de publication por la editorial inglesa juntamente con el título de la obra.

## Trama
La novela se desarrolla durante la Guerra Fría, en 1967, y es una continuación deThe Man with the Golden Gun. La acción se desarrolla «en dos continentes, lugares exóticos y algunas de las más emocionantes ciudades del mundo». U.S. publisher Doubleday confirmó que una de las localizaciones sería París.
Algunos medios declararon erróneamente que La esencia del mal era la primera nueva novela de James Bond publicada desde 1966.

## Material gráfico
La modelo Tuuli Shipster, la musa del fotógrafo británico, Rankin, dijo: «Me emocionó que Penguin me escogiera para ser su chica Bond. Es fantástico estar implicada con algo tan icónico».
La fotografía de cubierta fue tomada por el fotógrafo británico y director de publicidad, Kevin Summers. La imagen de cubierta fue creada por la agencia de diseño The Partners.